# Fingerprint File
"Fingerprint File" er det sidste nummer på albummet It's Only Rock 'n' Roll fra 1974, der blev skrevet af Mick Jagger og Keith Richards til bandet The Rolling Stones. 
Jagger sang og spillede sammen med Richards og Mick Taylor de elektriske guitarer, hvor Taylor spillede soloen. Derudover spillede Taylor også bass. Trommer og synthesizer blev spillet af henholdsvis Charlie Watts og Bill Wyman. Klaveret blev spillet af Nicky Hopkins, mens clavinet blev spillet af Billy Preston. Tabla spillede Charlie Jolly Kunjappu. Koret bestod af Jagger, Richards og Taylor . 
En live version af sangen findes på Love You Live, der er deres live album fra 1977. 

## Eksterne kilder og henvisninger
- Officiel tekst
- Hør The Rolling Stones ”Fingerprint File” Arkiveret 29. marts 2016 hos  Wayback Machine

### Fodnote
1. ↑  "Fingerprint File". Arkiveret fra originalen 2. februar 2008. Hentet 31. januar 2008.